# Tgk. Di Laweung
Tgk. Di Laweung is een bestuurslaag in het regentschap Pidie van de provincie Atjeh, Indonesië. Tgk. Di Laweung telt 2236 inwoners (volkstelling 2010).